# Dolly (Buchreihe)
Dolly ist der Titel einer Mädchenbuchserie, die auf der Serie Malory Towers der englischen Autorin Enid Blyton basiert. Der deutsche Titel leitet sich vom Namen der Protagonistin Dolly Rieder in der deutschen Übersetzung ab. Im englischen Original heißt die Hauptfigur Darrell Rivers.

## Bände von Enid Blyton (1–6)
Von Enid Blyton stammen nur die Bände 1 bis 6 der Reihe. Die Namen der Figuren und Orte wurden eingedeutscht, die Übersetzungen weichen auch sonst erheblich von den englischen Originalen ab. Sie wurden vor allem gekürzt, teilweise fehlen ganze Kapitel.

## Handlung

### Band 1: Dolly sucht eine Freundin (First Term at Malory Towers)
Dolly Rieder kommt als Zwölfjährige in das Burginternat Möwenfels (Original: Malory Towers in Cornwall). Anders als in den meisten anderen Internatsgeschichten von Enid Blyton freut sich Dolly auf ihre neue Schule und ist voller guter Vorsätze.
Schulleiterin ist Frau Greiling (Original: Miss Grayling), die allen neuen Schülerinnen einen Vortrag darüber hält, dass nicht gute Leistungen das Wichtigste seien, sondern die menschlichen Qualitäten. Sie fordert die Schülerinnen auf, der Schule, an der man ihnen viel gebe, auch viel zurückzugeben. Alle Schülerinnen sind tief beeindruckt von Frau Greiling und verehren sie.
Klassenlehrerin ist das energische Fräulein Pott (Miss Potts), die streng, aber gerecht ist. Französisch unterrichtet Mademoiselle Dupont – wie alle Franzosen bei Enid Blyton ist sie temperamentvoll und aufbrausend, anders als ihre Kollegin Mademoiselle Rougier jedoch schnell versöhnt und meistens guter Laune. Sie fällt – wie „Mamsell“ aus der Hanni-und-Nanni-Reihe – auf jeden Streich herein.
Außer Dolly treffen zwei andere neue Schülerinnen ein, Evelyn Lessing (Gwendoline Mary Lacey) und Susanne Hoppe (Sally Hope). Evelyn ist ein verwöhntes Einzelkind, weinerlich, schlecht in der Schule, unsportlich und hinterhältig. Susanne ist still und verschlossen. Dolly bewundert Alice (Alicia), die gern Streiche ausheckt, und schließt sich ihr und ihrer besten Freundin Betty an. Darüber vernachlässigt sie ihre Arbeit.
Im Schwimmbad zeigt sich Dollys Charakterfehler: ihr Jähzorn, den sie von ihrem Vater geerbt hat. Als die boshafte Evelyn die ängstliche Marlies (Mary-Lou) unter Wasser taucht, fällt Dolly über Evelyn her und schlägt sie. Außerdem beschimpft sie die Klassensprecherin Kathrin (Katherine), die die übrigen Schülerinnen beaufsichtigt und der alle anderen Mädchen gehorchen müssen. Dollys Zorn verraucht jedoch wie immer schnell, sie schämt sich und entschuldigt sich bei Evelyn und Kathrin.
Evelyn hasst Dolly und Marlies fortan und sinnt auf Rache, während Marlies Dolly für eine Heldin hält, die sie vor dem Ertrinken bewahrt habe. Marlies verfolgt Dolly mit ihrer Anhänglichkeit und wird ihr bald lästig.
Zur Zeugniszeit gibt es für Dolly eine böse Überraschung, denn sie ist unter den schlechtesten Schülerinnen. Fräulein Pott macht ihr klar, dass sie sich zu sehr auf dumme Streiche konzentriert und nicht genug für die Schule getan hat. Alice, so Fräulein Pott, könne sich solches Verhalten leisten, sie ist – trotz ihrer vielen Albernheiten – eine sehr gute Schülerin; Dolly jedoch nicht.
Eines Tages kommt es zum Streit zwischen Dolly und der stillen Susanne, die nicht zugeben will, dass sie ein Schwesterchen hat, obwohl Dollys Mutter es mit eigenen Augen gesehen hat. Dolly wird wieder jähzornig und gibt Susanne einen Stoß, woraufhin diese über einen Stuhl fällt. Am nächsten Tag liegt Susanne auf der Krankenstation, und Dolly – sie schämt sich bereits ihres Wutausbruchs – fühlt sich schuldig und glaubt, Susanne verletzt zu haben. Susannes Krankheit entpuppt sich jedoch als Blinddarmentzündung. Dollys Vater operiert sie und rettet ihr das Leben.
Dolly und Susanne werden Freundinnen, nachdem Susanne sich bei Dolly über ihre Eifersucht auf ihr neues Geschwisterchen aussprechen konnte. Susanne gibt Dolly nun den Rat, die ängstliche Marlies eine mutige Tat vollbringen zu lassen: Dolly simuliert im Schwimmbad einen Krampf und ruft Marlies zu, ihr den Rettungsring zuzuwerfen. Der Ring ist jedoch nicht da, und Marlies stürzt sich todesmutig selbst ins Wasser, um Dolly zu retten. Marlies wird als Heldin gefeiert und gewinnt mehr Selbstvertrauen.
Dolly, Marlies und Susanne sind gute Freundinnen geworden, und Dollys Noten haben sich gebessert. Die eifersüchtige Evelyn gerät außer sich, als Dolly ihr erstmals erklärt, was ein Zeugnis ist – sie hat niemals ein solches bekommen, da sie bisher Privatunterricht hatte. Evelyn – sie hat vor ihrer Mutter mit ihren angeblich hervorragenden Leistungen geprahlt – ist entsetzt und beginnt zu arbeiten, gleichzeitig will sie sich jedoch immer noch an Dolly und Marlies rächen. Sie zertritt Marlies’ Füller und beschmiert Dollys Schuh mit Tinte. Als Dolly unter Verdacht gerät, halten nur Marlies und Susanne zu ihr, sogar Alice wendet sich von ihr ab. Marlies findet schließlich die Wahrheit heraus – sie entdeckt Evelyns tintenbeschmierte Schuhe. Alle Mädchen entschuldigen sich bei Dolly, die beschließt, mit Marlies und Susanne befreundet zu bleiben, statt mit Alice und Betty.

### Band 2: Wirbel in Klasse 2 (Second Form at Malory Towers)
In Klasse 2 ist Dollys Freundin Susanne Klassensprecherin. Alice, die als Klassenbeste selbst auf das Amt gehofft hatte, ist eifersüchtig und macht Susanne fortan das Leben schwer. Klassenlehrerin ist Fräulein Parker (Miss Parker).
Neu in der Klasse sind Britta Mohr (Belinda Morris), Diana Türk (Daphne Turner) und Ellen Wieland (Ellen Wilson). Britta entpuppt sich als chaotische, aber geniale Zeichnerin, die die Mitschülerinnen mit ihren Karikaturen begeistert. Sie befreundet sich mit Irene, dem ebenso wirrköpfigen Musikgenie der Klasse. Ellen ist eine Stipendiatin, fühlt sich jedoch mit der harten Arbeit bald überfordert und wird schwierig im Umgang. Diana prahlt mit ihren reichen Eltern, weshalb Evelyn sich für sie interessiert. Die hübsche Diana setzt ihr gewinnendes Lächeln ein, um Unannehmlichkeiten zu entgehen, und ist trotz schlechter Noten in Französisch Mademoiselle Duponts Liebling.
Auch die schüchterne Marlies bewundert die schöne Diana – sehr zum Ärger von Dolly, die Marlies daran erinnert, sie und Susanne seien ihre Freundinnen. Marlies jedoch fühlt sich von Susanne und Dolly nur geduldet. Sie hilft Diana mit deren Französisch und freundet sich ebenfalls mit ihr an – der eifersüchtigen Evelyn gegenüber behauptet Diana, Marlies nur auszunutzen, obwohl sie Marlies wirklich gernhat.
Ellen hat Prüfungsangst und beschließt, sich die Prüfungsunterlagen zu besorgen. Sie schnüffelt herum und macht ihre Mitschülerinnen misstrauisch. Als Wertsachen verschwinden und klar wird, dass jemand stiehlt, gerät Ellen unter Verdacht. Alice sagt ihr trotz Susannes Verbot den Verdacht auf den Kopf zu.
In der Nacht beobachtet Dolly, wie Ellen aus dem Schlafsaal schleicht, und folgt ihr. Ellen nimmt den Diebstahlverdacht der Klasse als Vorwand – da man sie für schlecht hält, meint sie es nunmehr auch sein zu dürfen – und sucht nach den Prüfungsbögen. Dolly erwischt sie beim Lesen und ihr Jähzorn kommt wieder zum Vorschein: Sie stürzt sich auf Ellen, beschimpft sie als Diebin und Betrügerin und schlägt und schüttelt sie. In der gleichen Nacht wird Ellen krank und kommt auf die Krankenstation. Als Ellens Bett am nächsten Morgen leer ist, glaubt die Klasse, sie sei wegen Diebstahls bereits von der Schule geflogen. Dolly will die ohnehin gebrandmarkte Ellen nicht noch mehr anschwärzen und erzählt nichts von deren Täuschungsversuch.
Eines Tages will Diana ein wichtiges Päckchen zur Post bringen, hat jedoch keine Zeit. Marlies geht an ihrer Stelle, obwohl es draußen stürmt und Evelyn versucht, sie von ihrem Vorhaben abzubringen – es sei zu gefährlich, und außerdem nutze Diana sie ohnehin nur aus. Marlies geht dennoch. Diana, die von Evelyn von Marlies’ Tat erfährt, ist entsetzt, dass sich Marlies in Gefahr begeben hat, noch dazu in dem Glauben, Diana mache sich nichts aus ihr. Diana geht ebenfalls in die stürmische Nacht hinaus, um nach Marlies zu suchen. Als auch sie nicht zurückkommt, alarmiert Evelyn die Klassenlehrerin.
Marlies ist vom Sturm über die Klippen geweht worden und hält sich nur noch mit Mühe fest. Diana wirft ihr ihren Gürtel zu und rettet ihr das Leben.
Am nächsten Morgen suchen Dolly, Susanne, Irene und Britta Dianas Päckchen. Es enthält die verschwundenen Gegenstände – somit wird klar, dass nicht Ellen, sondern Diana die Diebin ist. Dianas Geschichten über ihre reiche Familie entpuppen sich als Lügen.
Auf Frau Greilings Geheiß beichtet Diana der Klasse Diebstahl und Lügen – die Klasse soll entscheiden, ob Diana die Schule verlassen muss oder nicht. Die Klasse ist beeindruckt von Dianas großer Tat – Marlies’ Rettung – und beschließt, ihr eine neue Chance zu geben.

### Band 3: Ein Pferd im Internat (Third Year at Malory Towers)
Zu Beginn von Band 3 kehrt Dolly, anstatt mit ihrer besten Freundin Susanne (die krank ist), mit einer neuen Schülerin aus den USA nach Möwenfels zurück, deren Großmutter eine Freundin von Dollys Großmutter ist. Sobald Dolly die eitle Marilyn Miller (Zerelda Brass) sieht, ist klar, dass die beiden Mädchen keine Freundinnen werden. Auch Alices Freundin Betty ist krank, weshalb Dolly und Alice viel Zeit zusammen verbringen. Als Susanne zurückkommt, reagiert sie eifersüchtig.
Im Vordergrund von Band 3 steht die pferdenärrische neue Schülerin Wilhelmina, genannt Will (Bill), die von ihrem Pferd Donner (Thunder) wie besessen ist und darüber die Schule vernachlässigt. Sie steht auf Kriegsfuß mit der Klassenlehrerin Fräulein Peters (Miss Peters), obwohl diese selbst eine große Pferdefreundin ist. Fräulein Peters verbietet Will schließlich, Donner zu sehen, und als sie Will dennoch im Stall ertappt, beschließt sie, das Pferd nach Hause zu schicken. Will ist verzweifelt.
Eine weitere Hauptrolle spielt die hübsche Amerikanerin Marilyn, die zwar freundlich und gutmütig, aber eingebildet ist – sie träumt von einer Karriere als Filmstar. Mit den schulischen Leistungen hapert es aber: Aus der vierten Klasse, wo sie sogar eine der ältesten war, wird sie zurückversetzt in die dritte, zu Dolly und ihren Freundinnen. Die Klasse macht sich über sie lustig, ebenso wie über Margot (Mavis), die sich bereits als Opernsängerin sieht. Der Unterschied zwischen den beiden Mädchen ist, dass Margot tatsächlich singen kann, während Marilyn kein Talent zur Schauspielerin hat. Während einer Probe im Literaturunterricht stellt Marilyn Shakespeare's „Julia“ dar und gerät mit der Lehrerin, der ehemaligen Schauspielerin Nora Nordberg (Miss Hibbert), aneinander. Frau Nordberg macht ihr unmissverständlich klar, dass sie keinerlei Begabung hat, tröstet sie jedoch hinterher, als sie sieht, wie betrübt Marilyn ist, und rät ihr, einfach ein normales Schulmädchen zu sein.
Im englischen Original findet sich ein Kapitel, das in der deutschen Übersetzung weggelassen wurde: Die Mädchen spielen einen Streich, der in der deutschen Ausgabe nur am Rande erwähnt wird: Sie verschaffen Mademoiselle mit Hilfe von Niespulver heftige Niesanfälle. Alle Mädchen sind begeistert, nur Susanne ist dagegen, da sie den Streich für gesundheitsgefährdend hält. In der Tat ist Mademoiselle von ihren Niesanfällen so erschöpft, dass die Mädchen sich Sorgen machen. Die ganze Klasse außer Susanne wird bestraft. In der deutschen Ausgabe wird erwähnt, dass ein Streich mit Niespulver gespielt wurde, er wird jedoch nicht detailliert beschrieben. Susannes Ausgenommensein von der Strafe wird damit erklärt, dass sie zu dem Zeitpunkt noch nicht wieder in der Schule gewesen sei.
Margot hört von einem Talentwettbewerb in der Nachbarstadt Billstedt (Billington) und plant teilzunehmen, um vorzusingen. Ihre Mitschülerinnen lachen sie aus, doch Margot macht sich abends heimlich auf den Weg.
In der gleichen Nacht erwachen Will und Dolly, weil im Stall ein Pferd stöhnt – es ist Donner, der Kolik hat. Will ist außer sich vor Verzweiflung. Dolly weckt Fräulein Peters, die daraufhin mitten in der regnerischen Nacht zum Tierarzt reitet. Will ist dankbar, und die bisher verhasste Fräulein Peters wird ihre Lieblingslehrerin.
Auf dem Rückweg vom Tierarzt findet Fräulein Peters Margot, die durchnässt und völlig erschöpft auf der Straße liegt. Sie hat nach der Veranstaltung, bei der sie wegen ihres jungen Alters nicht auftreten durfte, den letzten Bus verpasst, wollte im Unwetter zu Fuß zurücklaufen und hat nun eine Lungenentzündung. Wahrscheinlich wird sie ihre wunderbare Stimme verlieren – Margot ist verzweifelt, doch Marilyn tröstet sie und gibt ihr Frau Nordbergs Rat, ein normales Mädchen statt ein angehender Star zu sein.
Dollys großer Traum ist es, Reservespielerin für ein wichtiges Handballspiel (Original: Lacrosse) zu sein. Sie trainiert fleißig und ist bitter enttäuscht, als ihr Name nicht in der dritten Reserveliste auftaucht. Dabei hat sie nur vergessen, auf die Liste der tatsächlichen Mannschaftsspielerinnen zu sehen – sie ist in der Mannschaft selbst! Beim Spiel schießt Dolly das entscheidende Tor und wird gefeiert.

### Band 4: Dolly die Klassensprecherin (Upper Fourth at Malory Towers)
(Hieß in früheren Auflagen „Klassensprecherin Dolly“)
In Klasse 4, in der wichtige Prüfungen anstehen, wird Dolly Klassensprecherin. Davon hätte sie nie zu träumen gewagt, weil eigentlich ihr Temperament ihr im Wege steht. Ihre kleine Schwester Felicitas (Felicity) ist neu in der Schule, ebenso Alices Cousine Irmgard (June). Dolly kann die freche Irmgard vom ersten Augenblick an nicht ausstehen, doch Felicitas ist von ihr begeistert. Lehrerin der vierten Klasse ist Fräulein Wagner (Miss Williams).
Neu in der Klasse sind Clarissa Edle von und zu Hartenstein (Honourable Clarissa Carter) und die ungleichen Zwillinge Connie und Ruth. Clarissa ist unscheinbar und trägt eine hässliche Brille sowie eine hässliche Zahnspange, doch Evelyn freundet sich mit ihr an – ihr ist Clarissas vornehme Herkunft wichtig. Clarissa leidet an einem Herzfehler, und Evelyn beneidet sie darum. Sie beschließt, eine Herzkrankheit vorzutäuschen, um der Abschlussprüfung zu entgehen. Clarissa glaubt ihr, ebenso die naive Mademoiselle Dupont – alle anderen Mitschülerinnen wissen, dass Evelyn simuliert.
Die Klasse wundert sich über die Zwillinge – Ruth lässt sich ganz und gar von Connie beherrschen, die sogar an ihrer Stelle antwortet. Ruth ist jedoch die wesentlich bessere Schülerin.
Die vierte Klasse feiert ein Mitternachtsfest, bei dem Felicitas und Irmgard auftauchen. Am nächsten Tag erfährt Dolly, dass Irmgard Fräulein Pott von dem Fest erzählen will, um der vierten Klasse, vor allem ihrer Kusine Alice, Ärger zu bereiten. Dolly gerät außer sich und schüttelt Irmgard. In diesem Moment kommt Fräulein Pott herein. Dolly – sie schämt sich bereits wieder – muss ihr Amt als Klassensprecherin aufgeben. Susanne tritt an ihre Stelle. Alle Mitschülerinnen trösten sie, sogar Evelyn – letztere jedoch macht sich gleich darauf vor Clarissa über Dolly lustig. Clarissa ist empört und wendet sich weinend von Evelyn ab. Sie stößt auf Will, die ihr vorschlägt, mit ihr auszureiten. Will und Clarissa werden Freundinnen. Felicitas wendet sich von Irmgard ab, als diese sich unverhohlen über Dollys Rücktritt freut, und befreundet sich mit der netten Steffi.
Beim Besuchstag hört Clarissa, wie Evelyn ihre Mutter belügt – sie prahlt wieder einmal mit angeblichen Höchstleistungen. Ihre Mutter glaubt ihr, obwohl die Eltern mittlerweile aus ihren Zeugnissen über die Leistungen der Tochter Bescheid wissen müssten. Clarissa, die ursprünglich Evelyns Mutter auf Evelyns Herzprobleme hinweisen wollte, merkt plötzlich, dass sie nicht mehr an Evelyns Herzfehler glaubt. Sie bleibt stumm, doch Mademoiselle Dupont spricht mit Evelyns Mutter. Frau Lessing nimmt ihre Tochter mit nach Hause, doch der Schwindel fliegt bald auf. Evelyn muss zur Schule zurückkehren und die Prüfungen mitmachen, auf die sie sich nicht vorbereitet hat.
Während der Prüfungen hat ausgerechnet Alice, deren vorherige Sorglosigkeit die anderen oft geärgert hat, Schwierigkeiten. Fräulein Wagner ist entsetzt über Alices Arbeiten und befürchtet, sie wolle Unsinn treiben, doch es stellt sich heraus, dass Alice krank ist – sie hat die Masern. Dennoch hat sie zum ersten Mal Lernschwierigkeiten erfahren und beschließt, sich nicht mehr über andere lustig zu machen. Auch Ruth hat zu Fräulein Wagners Erstaunen schlechte Arbeiten geschrieben.
Am Ende des Schuljahres werden Connie gemeine Streiche gespielt. Dolly durchschaut, dass Ruth die Täterin ist, die sich am übermächtigen Zwilling rächen will. Ruth hat auf Druck Connies absichtlich schlechte Arbeiten geschrieben, um durch die Prüfungen zu fallen und – ebenso wie Connie – sitzen zu bleiben. Dolly weiht Fräulein Wagner ein, die sie jedoch beruhigen kann – Ruth steht besser als sie glaubt und wird mit Mühe und Not die Prüfungen bestehen. Nach den Ferien werden die Zwillinge in verschiedenen Klassen sein und Ruth endlich ihr eigenes Leben führen können. Zur Belohnung für ihr vernünftiges Handeln wird Dolly wieder Klassensprecherin.

### Band 5: Dollys großer Tag (In the Fifth at Malory Towers)
Die 5. Klasse soll die Weihnachtsfeier gestalten. Die Mädchen entscheiden sich, Aschenputtel (Cinderella) aufzuführen. Dolly soll den Text schreiben. Außerdem soll sie die jüngeren Mädchen im Handball (Lacrosse) trainieren.
Klassensprecherin ist Martina Linder (Moira Linton), ein herrisches Mädchen, das das Schuljahr wiederholt. Ebenfalls sitzengeblieben ist Katja Grau (Catherine Gray), die der Klasse mit ihrer Hilfsbereitschaft und ihrer Scheinheiligkeit auf die Nerven geht.
Eine dritte Neue ist Margret Klein (Maureen Little), die äußerlich und innerlich viel Ähnlichkeit mit Evelyn hat. Evelyn kann Margret nicht leiden, doch diese lässt ihr keine Ruhe. Margret geht der ganzen Klasse auf die Nerven, weil sie fortwährend von ihrer wunderbaren früheren Schule schwärmt – „Haus Müseling“ (Mazeley Manor), das Mademoiselle Dupont zum Vergnügen der Klasse versehentlich „Haus Miesling“ (Measley Manor) nennt.
Sowohl Evelyn als auch Margret wollen die Aschenputtel spielen und proben heimlich die Rolle, die jedoch Marlies bekommt. Margot erhält die Rolle des Prinzen, Alice ist der Zauberer. Evelyn befürchtet, eine böse Stiefschwester spielen zu müssen, doch sie wird nur ein Diener im Chor. Die Schwestern werden von den Zwillingen Petty und Rita gespielt. Linda (Louella) ist die gute Fee. Irene komponiert Melodien, Britta entwirft das Bühnenbild. Margret mischt sich überall ein und will mitwirken, doch die Klasse macht sich über sie lustig.
Während der Proben kommt es immer wieder zum Streit, besonders zwischen der herrischen Regisseurin Martina und der widerspenstigen Alice. Schließlich steigt Alice zu Dollys Verzweiflung aus dem Stück aus.
Im Original findet sich ein Kapitel, das in der deutschen Übersetzung fehlt: Mademoiselle Dupont hat Irmgard einen Scherzartikelkatalog abgenommen und ist von der Lektüre fasziniert. Sie bestellt künstliche Zähne, die dem Träger ein furchterregendes Aussehen verleihen, und erschreckt Schülerinnen und Kolleginnen zu Tode.
Als Dolly Spielerinnen für ein wichtiges Handballspiel auswählt, entscheidet sie sich unter anderem für ihre Schwester Felicitas, obwohl sie fürchtet, es würde nach Bevorzugung aussehen. Irmgard, die nicht in die Mannschaft kommt, wirft ihr genau das vor, und Martina weist sie zurecht. Als Felicitas im Spiel das entscheidende Tor schießt, ist Irmgard eifersüchtig.
Bald darauf erhält Martina gehässige anonyme Briefe – Mademoiselle Dupont findet heraus, dass Irmgard sie geschrieben hat. Frau Greiling will Irmgard von der Schule verweisen, doch Martina legt ein gutes Wort für Irmgard ein. Alice ist Martina dankbar – sie versöhnt sich mit ihr und nimmt ihre Rolle im Stück wieder auf.

### Band 6: Abschied von der Burg (Last Term at Malory Towers)
Im sechsten Band ist Dolly Schulsprecherin, ihre Freundin Susanne ist Spielführerin.
In der Klasse ist ein neues Mädchen, Amanda Kartowski (Amanda Chartelow), eine vielversprechende Sportlerin. Sie entdeckt ein Talent, nämlich Irmgard, und beginnt sie zu trainieren. Irmgard macht Fortschritte, versteht sich jedoch nicht mit der herrschsüchtigen Amanda und bricht den Unterricht nach einem Streit ab.
Evelyn hat sich mit ihrem Vater zerstritten. Dolly redet ihr auf Frau Greilings Anraten hin ins Gewissen, doch dies ist vergeblich. Dolly ist sehr glücklich, weil Frau Greiling sie als einen „Erfolg für Möwenfels“ bezeichnet.
Ein anderes neues Mädchen in Klasse 6 ist Mademoiselle Rougiers Nichte Nicolette (Suzanne). Wie alle Französinnen in Blytons Werken ist sie gut in Handarbeit und ausgesprochen unsportlich.
Amanda träumt davon, im Meer zu schwimmen, was streng verboten ist. Amanda schwimmt trotzdem eines Morgens hinaus und gerät in einen Strudel. Ausgerechnet Irmgard rettet ihr das Leben. Amanda hat sich das Bein so schwer verletzt, dass eine Sportlerkarriere ausgeschlossen ist. Sie will daraufhin andere in Sport unterrichten, womit sie auch Erfolg hat.
Evelyn erhält die Nachricht, dass ihr Vater schwer krank ist und wahrscheinlich sterben muss. Sie bereut ihr Verhalten sehr und reist verzweifelt nach Hause, nachdem sie sich vorher noch mit Dolly versöhnt hat. Ihr Vater wird vor dem Sterben gerettet.

## Namen in den englischen Originalen
- Burg Möwenfels: Malory Towers
- Dolly Rieder: Darrell Rivers
- Susanne Hoppe: Sally Hope
- Alice Jahn: Alicia Johns
- Betty Hiller: Betty Hill
- Evelyn Lessing: Gwendoline Mary Lacey
- Marlies: Mary-Lou
- Irene: Irene
- Ellen Wieland: Ellen Wilson
- Diana Türk: Daphne Turner
- Britta Mohr: Belinda Morris
- Margot: Mavis
- Marilyn Miller: Zerelda Brass
- Wilhelmina Rodenstock („Will“): Wilhelmina Robinson („Bill“)
- Clarissa Edle von und zu Hartenstein: Honourable Clarissa Carter
- Conny Baumann: Connie Batten
- Ruth Baumann: Ruth Batten
- Jenny: Jean / Janet (im Original zwei verschiedene Charaktere, die im Deutschen den gleichen Namen bekommen haben)
- Martina Linder: Moira Linton
- Katja Grau: Catherine Gray
- Frau Greiling: Miss Grayling
- Fräulein Pott („Pöttchen“): Miss Potts („Potty“)
- Fräulein Parker: Miss Parker
- Fräulein Peters: Miss Peters
- Fräulein Wagner (Band 4) / Frau Wilhelm (Band 5): Miss Williams
- Herr Jung: Mr. Young
- Fräulein Jakob („Jakobinchen“): Miss James („Jimmy“)
- Fräulein Eich: Miss Oakes
- Mademoiselle Dupont: Mam'zelle Dupont
- Mademoiselle Rougier: Mam'zelle Rougier
- Amanda Kartowski: Amanda Chartelow
- Nicolette: Suzanne
- Felicitas Rieder: Felicity Rivers
- Irmgard: June
- Steffi: Susan
- Vivi: Daffy

## Stereotype
Wie so oft bei Enid Blyton hat die bösartige Außenseiterin, in diesem Fall Evelyn, blondes Haar und blaue Augen und ist unsportlich (ebenso Angela in der Hanni und Nanni-Reihe). Sport spielt eine große Rolle in den Dolly-Bänden; wer nicht mithalten kann, ist entweder kränklich oder, wenn unbegabt, unfreundlich und unsympathisch.
Amerikanerinnen – in der Dolly-Reihe Marilyn, bei Hanni und Nanni Sadie – sind oberflächlich und nur an ihrem Aussehen und dem Kino interessiert, jedoch freundlich und gutmütig.
Französinnen in Blytons Werken sind unsportlich, lieben Handarbeit und haben ein hitziges Temperament.

## Mobbing
Auch in der Dolly-Reihe werden Außenseiterinnen in einer Weise behandelt, die aus heutiger Sicht mit Mobbing gleichzusetzen ist. So werden beispielsweise Mädchen, die sich nicht einordnen, geschnitten, und Britta, die begabte Malerin, fertigt Karikaturen von Evelyn und Katja an, die sie in der Klasse aufhängt. Dieses Verhalten wird von der Erzählerin nicht kritisiert, sondern gelobt.

## Veröffentlichungen

### Bibliographie

#### Übersetzungen der englischen Originale
Die Original-Serie wurde in den Jahren 1946–51 veröffentlicht, die Übersetzungen erschienen zwischen 1965 und 1967.
- Band 1: Dolly sucht eine Freundin (First Term at Malory Towers )
- Band 2: Wirbel in Klasse 2 (Second Form at Malory Towers)
- Band 3: Ein Pferd im Internat (Third Year at Malory Towers)
- Band 4: Dolly, die Klassensprecherin (Titel früherer Auflagen: Klassensprecherin Dolly) (Upper Fourth at Malory Towers)
- Band 5: Dollys großer Tag (In the Fifth at Malory Towers)
- Band 6: Abschied von der Burg (Last Term at Malory Towers)

#### Fortsetzung im deutschen Sprachraum
Ab 1977 wurde die Serie im deutschsprachigen Bereich mit größeren zeitlichen Abständen von deutschen Autoren, zumeist Rosemarie Eitzert, fortgeführt, der abschließende Band 18 erschien erst 1997, neun Jahre nach Band 17. Diese Fortsetzung ist in England nicht bekannt. Im Impressum der Bücher finden sich die Einträge „Nach Enid Blyton, erzählt von Rosemarie von Schach“ oder „Deutsche Bearbeitung: Rosemarie von Schach“. (Dies ist eines der Pseudonyme der Autorin, ihr bekanntestes Pseudonym ist Tina Caspari).
In den neuen Bänden verschwindet das originale britische Umfeld vollständig, die Geschichten übernehmen die deutsche Mentalität:
Dolly, und einige ihrer Mitschülerinnen absolvieren zwei zusätzliche Jahre im „Möwennest“, einer neuen Schwesterschule in der Nähe von Burg Möwenfels, mit vielen gemeinsamen Aktivitäten. Danach macht Dolly ein Praktikum auf der Burg, wird Erzieherin, und später Hausmutter. Auch Felicitas wechselt nach ihrem Abschluss auf der Burg in das „Möwennest“ und bleibt damit in der Nähe der Burg. Im weiteren Verlauf heiratet Dolly einen der Hauslehrer und bekommt ein Kind. Zum Abschluss der Geschichte wird die altehrwürdige Direktorin Frau Greiling in den verdienten Ruhestand verabschiedet und Dolly ihre Nachfolgerin.
- Band 7: Dolly hat Heimweh nach der Burg
- Band 8: Eine aufregende Mitternachtsparty
- Band 9: Die Burg erlebt ihr größtes Fest
- Band 10: Wiedersehen auf der Burg
- Band 11: Hochzeit auf Burg Möwenfels
- Band 12: Die jüngste Burgmöwe
- Band 13: Überraschung auf der Burg
- Band 14: Klassentreffen auf der Burg
- Band 15: Ein Möwenfest im Möwennest
- Band 16: Dollys schönster Sieg
- Band 17: Eine Hauptrolle für die Burg
- Band 18: Sag ja, Dolly!

#### Sammelbände
Insgesamt sind sechs Sammelbände à drei Büchern erschienen.
- Sammelband 1:
  - Dolly sucht eine Freundin
  - Wirbel in Klasse 2
  - Ein Pferd im Internat

- Sammelband 2:
  - Dolly, die Klassensprecherin
  - Dollys großer Tag
  - Abschied von der Burg

- Sammelband 3:
  - Dolly hat Heimweh nach der Burg
  - Eine aufregende Mitternachtsparty
  - Die Burg erlebt ihr größtes Fest

- Sammelband 4:
  - Wiedersehen auf der Burg
  - Hochzeit auf Burg Möwenfels
  - Die jüngste Burgmöwe

- Sammelband 5:
  - Überraschung auf der Burg
  - Klassentreffen auf der Burg
  - Ein Möwenfest im Möwennest

- Sammelband 6:
  - Dollys schönster Sieg
  - Eine Hauptrolle für die Burg
  - Sag ja, Dolly!

1988 erschien eine „Dolly-Gesamtausgabe“ mit 777 Seiten, in der allerdings Band 18 fehlt, da dieser erst später erschien.

#### Bücher von Pamela Cox
Im Jahr 2009 wurden 6 weitere englischsprachige Bände von Pamela Cox, welche auch schon zusätzliche Bände zur Hanni & Nanni-Reihe lieferte, veröffentlicht. In diesen Geschichten werden die nur im deutschen Sprachraum bekannten Bände 7–18 ignoriert, die damit ein eigenständiges Paralleluniversum bilden. In den neuen Bänden steht Darrells kleine Schwester Felicity im Mittelpunkt, die in Darrells viertem Jahr neu auf die Schule kam, und ihr Weg von der dritten Klasse bis ins Abschlussjahr wird nacherzählt. Gwendoline kehrt als Lehrerin zurück. Bisher erschien keine deutsche Übersetzung dieser Bände.
1. New Term at Malory Towers (2009)
2. Summer Term at Malory Towers (2009)
3. Winter Term at Malory Towers (2009)
4. Fun and Games at Malory Towers (2009)
5. Secrets at Malory Towers (2009)
6. Goodbye Malory Towers (2009)

### Hörspiele
1977 erschien bei dem Hörspiellabel Zebra Dolly als Hörspiel auf LP. Produzent war Hartmut Kiesewetter. Sprecher waren unter anderem Biggi Schacht, Marianne Kehlau, Christine Venske, Meike Eggers, Sylvia Dudeck, Barbara Schipper und Michaela Pressler.

### Fernsehserie
Im März 2020 erschien eine Fernsehserie unter dem Originalnamen Malory Towers. Die britisch-/ kanadische Gemeinschaftsproduktion hält sich eng an die Buchvorlagen, das Setting entspricht dem England der späten 1940er Jahre. Die erste Staffel mit 13 etwa halbstündigen Episoden bildet Darrells erstes Jahr auf Malory Towers ab. Im Dezember 2020 erfolgte die Ausstrahlung in deutscher Sprache durch den Fernsehsender KIKA. Dabei wurde bewusst auf eine Eindeutschung verzichtet, so dass auf den ersten Blick wenig Ähnlichkeit zur Dolly-Reihe besteht.
Inzwischen (Juli 2022) wurde auch die zweite Staffel auf Deutsch, und die dritte auf dem Heimatsender BBC ausgestrahlt.